# Kenny Barron
Kenneth Barron (Filadelfia, 9 giugno 1943) è un pianista, compositore e arrangiatore di jazz statunitense.
Nel suo linguaggio jazzistico spiccano il fraseggio, la vena boppistica mainstream, un'attenzione verso il suono e l'armonia, con tipici voicing aperti e la predilezione per i ritmi latini.
È uno dei principali pianisti di mainstream (post bop) influenzato principalmente da Tommy Flanagan e Wynton Kelly, ma anche da Thelonious Monk, Art Tatum e McCoy Tyner.
È il fratello del sassofonista Bill Barron.

## Biografia
Iniziò lo studio del pianoforte all'età di 12 anni con il fratello di Ray Bryant e intraprese una prima tournée in una orchestra di rhythm & blues all'età di 15 anni.
Del 1959 sono le collaborazioni con  Philly Joe Jones, Jimmy Heath, Tootie Heath, Lee Morgan, John Coltrane e del 1960 quella con Yuseef Lateef a Detroit.
Trasferitosi a  New York nel 1961, cominciò a suonare nel locale Five Spot Cafè con James Moody che lo raccomandò a Dizzy Gillespie come sostituto di Lalo Schifrin. In questo periodo cominciò a conoscere e ad approfondire lo stile di pianisti come Tommy Flanagan, Hank Jones e Wynton Kelly, e quello che lo colpì, come disse in una sua intervista, fu il loro modo di articolare con chiarezza ogni nota, il che conferiva loro una precisione assoluta nel fraseggio.
Tra il 1962 e il 1966 fu in tour con Dizzy Gillespie, coprendo Europa e il Nord America
Suonò per un breve periodo con Stanley Turrentine e prese parte a gruppi guidati da Freddie Hubbard fino al 1969, fu poi con Jimmy Owens, Stanley Turrentine, Milt Jackson.
In seguito  suonò di nuovo con James Moody sino al 1973 e nel 1974 fu nel sestetto di Buddy Rich. Alla fine degli anni settanta suonò con Ron Carter. Poi nel 1980 fu uno dei fondatori del gruppo Sphere, con Charlie Rouse (sax), Buster Williams (basso) e Ben Riley (batteria).
In questa formazione non suonava solo i brani di Monk, ma anche sue proprie composizioni.
Inoltre suonò con Stan Getz nell'ultimo periodo della sua vita: di questa collaborazione ricordiamo il disco People Time (una Grammy nomination). Nel 1986, Barron suonò nell'album di Getz  Voyage e girò l'Europa anche l'anno successivo con il batterista Victor Lewis e il bassista Rufus Reid. La registrazioni di tale tour si concretizzarono in uno dei migliori cd di Getz: Anniversary and Serenity.
Nell'album Wanton Spirit (1994), Barron è accompagnato da Charlie Haden (basso) e Roy Haynes (batteria). Wanton Spirit richiama le atmosfere di Passion Flower di Billy Strayhorn e lo stile bop di Herbie Hancock in One Finger Snap.
Nel corso della sua carriera è stato nominato per nove Grammy Awards. A partire da 1973 insegna musica alla Rutgers University (New Jersey).